# Пристань (Пуховичский район)
Пристань (бел. Пры́стань; до XX века — Кобыличи, бел. Кабы́лічы) — деревня в Пуховичском районе Минской области Республики Беларусь. В составе Новопольского сельсовета.

## География
Расположена в 26 км на запад от Марьиной Горки, 55 км от Минска, 17 км от железнодорожной станции Руденск на линии Минск — Осиповичи.

### Гидрография
На правом берегу реки Птичь (приток Припяти).

## История
На картах XIX века обозначено как деревня Кобыличи. До крестьянской реформы деревней владели Витгенштейны, Липские, Янишевские. Было две деревни — Кобыличи Горные и Кобыличи Дольные. Имение Кобыличи — теперь деревня Птичанская.
В конце XIX века деревня в Цитвянской волости Игуменского уезда Минской губернии. В 1889 году имением Кобыличи владел дворянин лютеранского вероисповедания Иван Андреевич Бунге, было 400 десятин земли.
С конца февраля 1918 года территория оккупирована войсками Германской империи. 25 марта 1918 года согласно Третьей Уставной грамоте волость провозглашена частью Белорусской Народной Республики. В декабре 1918 года занята Красной Армией, с 1 января 1919 года в соответствии с постановлением I съезда КП(б) Беларуси она вошла в состав Советской Белоруссии, с 27 февраля 1919 года — в ЛитБел ССР. Во время польско-советской войны в августе 1919 — июле 1920 годов под оккупацией Польши (Минский округ ГУУЗ).
С 31 июля 1920 года в Белорусской ССР. В 1920-х годах в деревне была школа I степени. В 1929 году проведена коллективизация, создан колхоз «Красная пристань», действовала кузница.
Во Вторую мировую войну с конца июня 1941 года до начала июля 1944 года под оккупацией Германии. В окрестностях деревни действовала советская партизанская бригада «Беларусь». В октябре 1942 года немецкие войска в ходе карательной операции сожгли деревню и погубили 261 жителя. После войны деревня была восстановлена.
До 29 июня 2006 года деревня входила в состав Сергеевичского сельсовета. С 2006 года по 28 мая 2013 года в составе Правдинского поссовета.

## Население

### Численность
- 2019 год — 18 жителей

### Динамика
- 1897 год — 54 дворов, 340 жителей
- 1908 год — 78 дворов, 471 жителей[6]
- 1917 год — 90 дворов, 543 жителей
- 1999 год — 68 жителей (перепись населения)
- 2002 год — 34 двора, 47 жителей
- 2009 год — 29 жителей (перепись населения)[6]
- 2012 год — 21 хозяйство, 28 жителей
- 2019 год — 18 жителей (перепись населения)

## Улицы
- Центральная

## Достопримечательность
- Братская могила. В 1964 году установлен обелиск[7].